# Bahariasaure
El bahariasaure (Bahariasaurus, lat. "Rèptil de Bahariya") és un gènere representat per una única espècie de dinosaure teròpode ceratosaures, va viure a mitjan període Cretaci, fa aproximadament 95 milions d'anys, en el Cenomanià, a Àfrica. És un probable sinònim d'un altre gran depredador del Cretaci africà, Deltadromeus. Era un predador de gran grandària que atenyia uns 11 a 12 metres de llarg i pes 2,5 tones. Es creu que va cohabitar amb diverses formes de titanosaures, ja que s'han trobat barrejats els ossos de tots dos grups. Per tant, tènia un llarg similar als grans teròpodes tiranosaure i als contemporanis carcarodontosaure i espinosaure.
Bahariasaurus va ser trobat a Àfrica en 1934 per Ernst Stromer, en la Formació Baharija d'Egipte. Aquestes restes es van perdre durant els bombardejos de la Segona Guerra Mundial. Després es van trobar més restes en Agadez, Nigèria.